# Клуб приказчиков (Ростов-на-Дону)

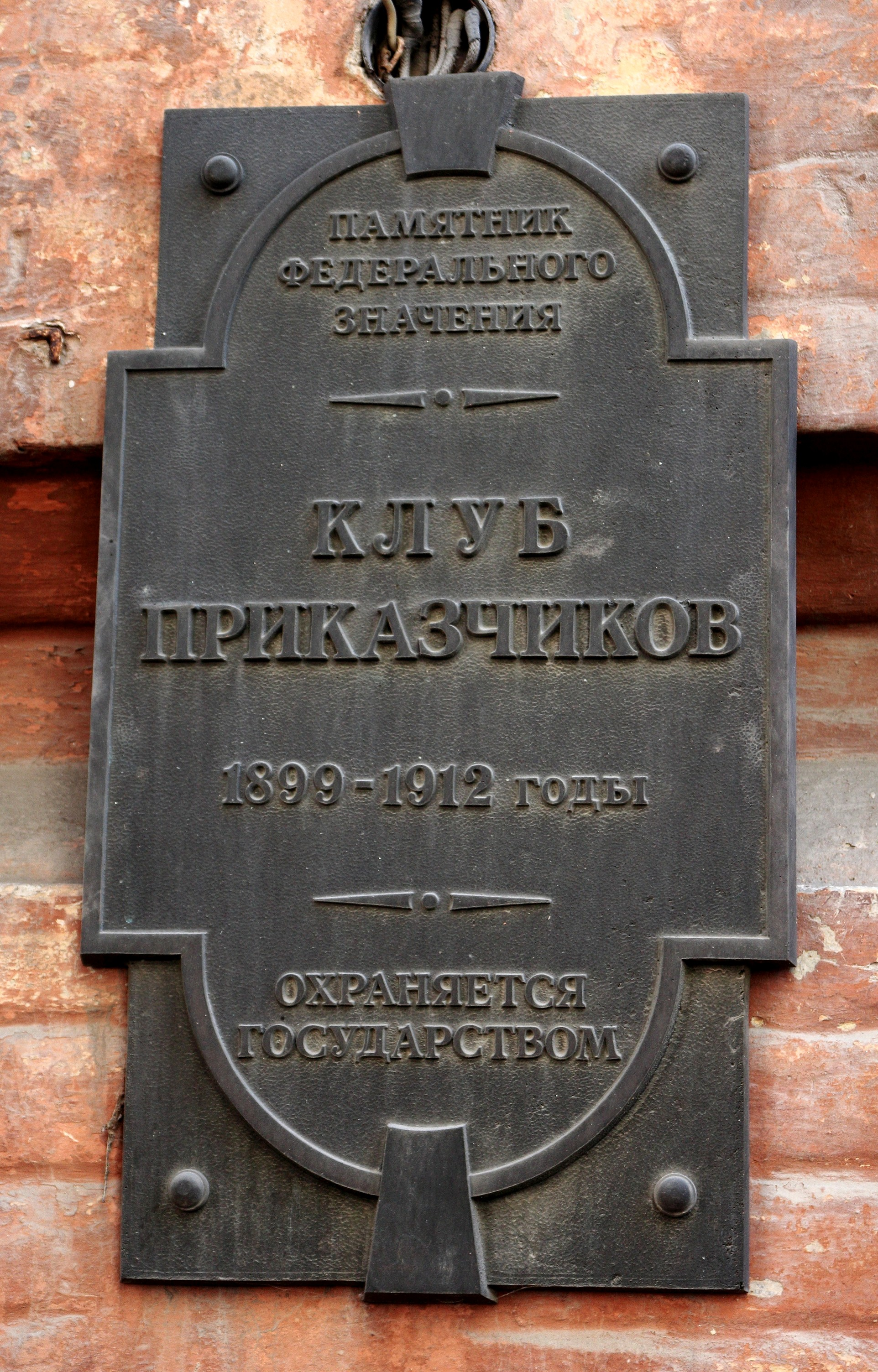
Памятная табличка

Клуб приказчиков  — здание в Ростове-на-Дону, построенное в 1899 году для «Общества Взаимного Кредита приказчиков Ростова-на-Дону». В апреле 1918 года в этом здании проходил I съезд Советов Донской республики. Клуб приказчиков имеет статус объекта культурного наследия федерального значения. В настоящее время здание не эксплуатируется и находится в плохом состоянии. Планируется проведение реставрационных работ.

## История
«Общество Взаимного Кредита приказчиков Ростова-на-Дону» было образовано в 1871 году. В конце 1880-х годов Общество приняло решение о строительстве собственного здания. В 1890-х годах началось строительство каменного трёхэтажного здания в квартале между улицами Темерницкой и Казанской (ныне ул. Серафимовича). Строительство велось под надзором городского архитектора Владимира Карповича Шкитко. В 1899 году здание было достроено, и в нём разместилось правление Общества. Отделочные работы проводились до 1902 года.
В начале XX века в клубе часто проходили балы, маскарады, рождественские и пасхальные вечера. В клубе выступали с гастролями Фёдор Шаляпин и Сергей Рахманинов. В 1912 году к зданию был пристроен новый корпус с двусветным зрительным залом, выходящий фасадом на Темерницкую улицу.
9—14 апреля 1918 года в здании клуба приказчиков проходил I съезд Советов Донской республики, в котором приняли участие более 800 человек. В 1920-х годах в помещениях бывшего клуба приказчиков разместился Дом Красной Армии. 23 ноября 1927 года здесь выступал поэт Владимир Маяковский. В память об этом событии в 1983 году на здании установлена мемориальная табличка.

Мемориальная табличка в память о выступлении Маяковского.

С середины 1930-х годов здание занимал «Театр музыкальной комедии». В 1934—1935 годах здание было частично реконструировано: перестраивалась крыша зрительного зала и укреплялся фундамент.
В середине 1950-х годов проводился капитальный ремонт здания. В 1957 году была сооружена кирпичная пристройка, выполненная в стилистике основного здания. К началу 1990-х годов здание находилось в предаварийном состоянии. В 2000 году труппа «Театра музыкальной комедии» переехала в новое здание, и с тех пор здание бывшего клуба приказчиков не эксплуатировалось. Предполагается, что в 2014 году будут проведены ремонтно-реставрационные работы, после чего в здании разместится ГУК РО «Ростовская областная детская библиотека имени В.М. Величкиной» и ГУК РО «Ростовская областная специальная библиотека для слепых».

## Архитектура

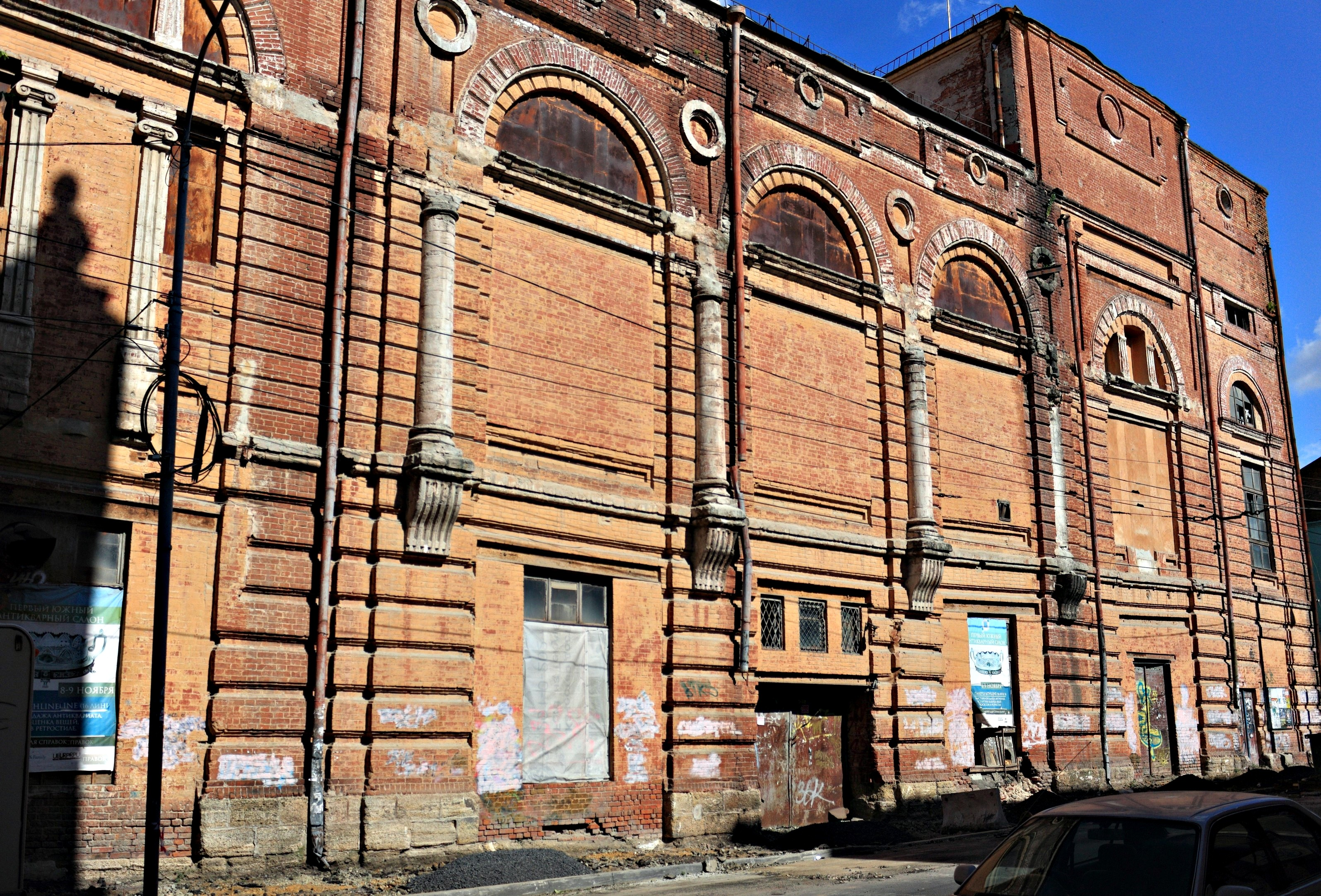
Фасад с Темерницкой улицы

Каменное здание клуба приказчиков имеет три этажа и подвал. У сооружения сложная конфигурация в плане, имеется небольшой внутренний двор-колодец. Фасад 1899 года постройки выходит на улицу Серафимовича, а корпус 1912 года постройки — на Темерницкую улицу. Парадный вход расположен со стороны улицы Серафимовича.
Фасад по улице Серафимовича выполнен в стилистике неоклассического направления эклектики. В композиции асимметричного фасада выделяются две раскреповки с лопатками. Первый этаж оформлен рустом. Ярусная структура здания подчёркивается формой и декором окон. На первом этаже они оформлены наличниками и декоративными замками. Окна верхних этажей декорированы треугольными сандриками. Фасад завершается трёхчастным карнизом.
Фасад, выходящий на Темерницкую улицу, оформлен в стиле модерн. Первый этаж рустован, окна второго этажа имеют прямоугольную форму, а окна третьего этажа сделаны в форме люнетов, обрамлённых архивольтами. Центральная часть фасада выделена четырьмя трёхчетвертными колоннами. Верхняя часть фасада декорирована розетками и геометрическими вставками.